# Disparomitus maynei
Disparomitus maynei är en insektsart som beskrevs av Navás 1925. Disparomitus maynei ingår i släktet Disparomitus och familjen fjärilsländor. Inga underarter finns listade i Catalogue of Life.